# Sam Coffey
Sam Coffey, née le 31 décembre 1998 à Sleepy Hollow, est une footballeuse internationale américaine sous contrat avec les Thorns de Portland jusqu'en 2027.

## Biographie
Elle naît le 31 décembre 1998 à Sleepy Hollow.

### En club
De 2013 à 2017, elle joue au Masters School, puis aux Boston College Eagles jusqu'en janvier 2019, où elle rejoint Penn State Nittany Lions en y restant trois ans.

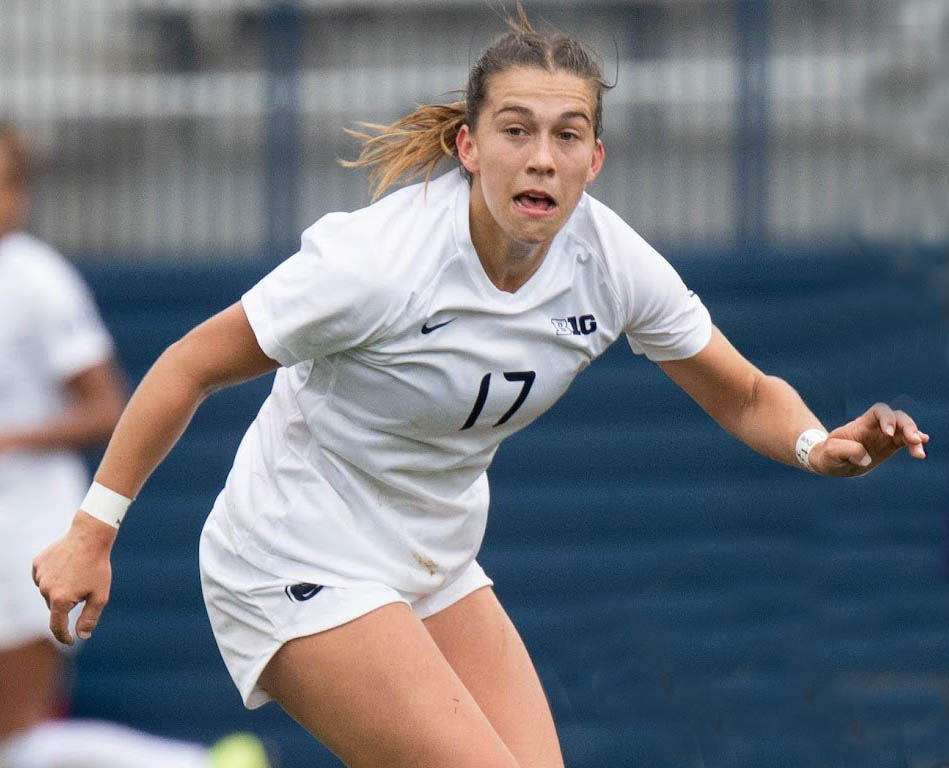
Sam Coffey avec le maillot de Penn State en octobre 2019.

Elle signe avec les Thorns de Portland en janvier 2022 et gagne le championnat dès sa première année.
Lors de la saison 2024-2025, elle porte le brassard de capitaine durant la saison des Thorns de Portland en NWSL. Son contrat avec le club vaut jusqu'en 2027.

### En sélection
Après avoir joué treize matchs avec les internationales U20 américaines et trois matchs avec les U23, elle joue son premier match en équipe première lors d'un match amical contre le Nigeria en septembre 2022.
Avec la sélection américaine, elle remporte la médaille d'or aux Jeux olympiques d'été de 2024.

## Palmarès
- Thorns de Portland
  - Vainqueure du championnat en 2022[3]

- Équipe des États-Unis féminine de soccer
  - Médaille d'or aux Jeux olympiques d'été de 2024[5]